# Elisabeth Schwander

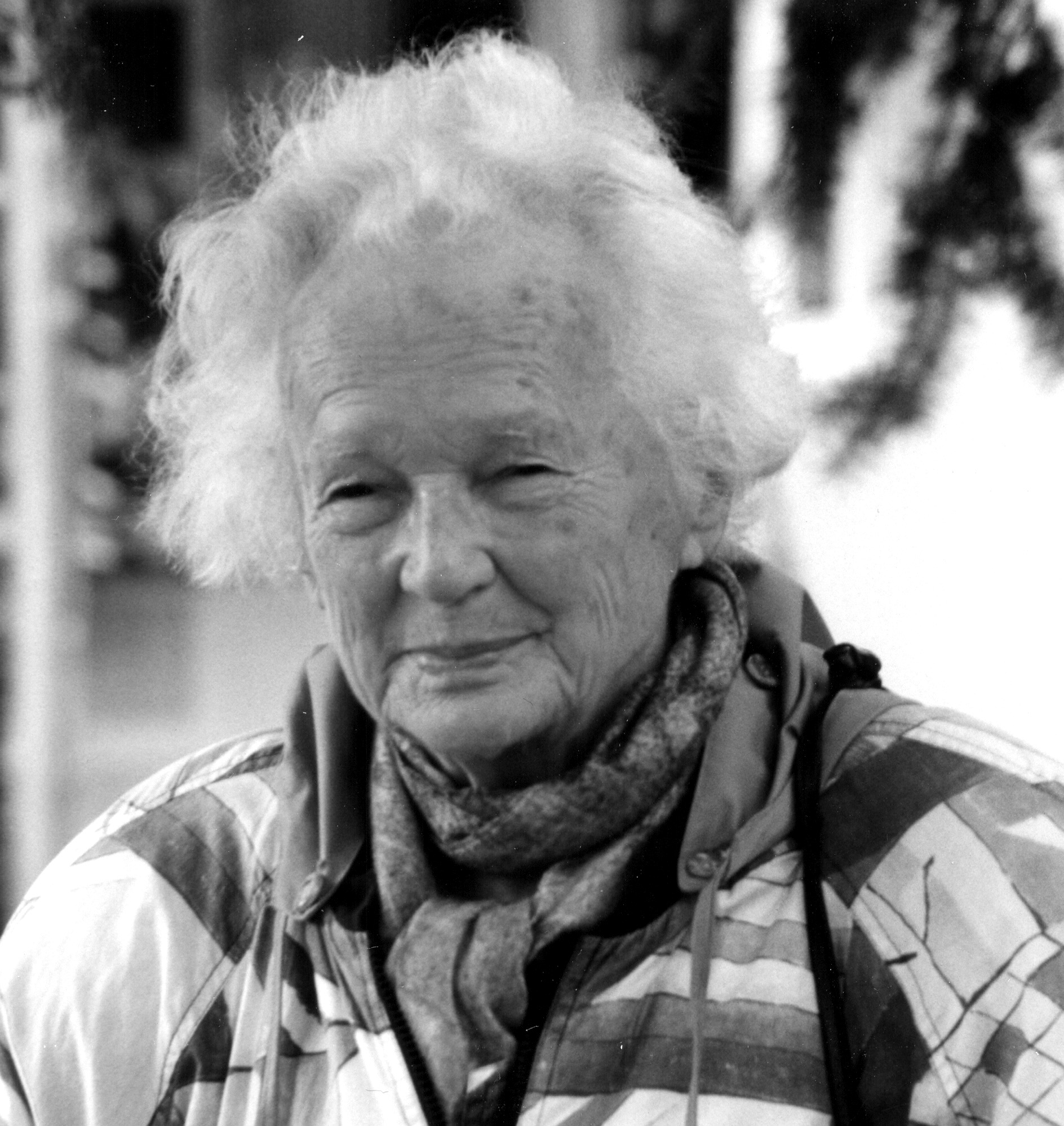
Schwander im Jahr 2000

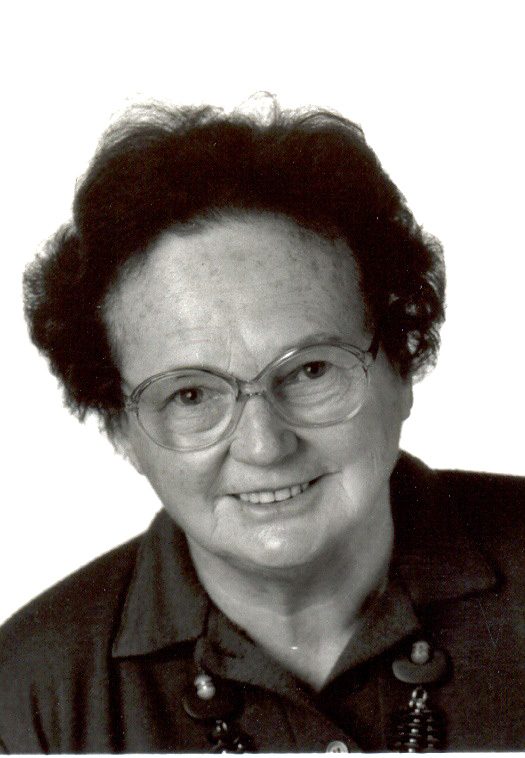
Elisabeth Schwander (1985)

Elisabeth Schwander (* 25. April 1917 in Bad Säckingen; † 22. Mai 2001 in Freiburg im Breisgau) war die Gründerin des Dorfhelferinnenwerks Sölden bei Freiburg sowie Vordenkerin der deutschen Landfrauenbewegung.

## Leben
Elisabeth Schwander wurde, nach mehreren Stationen in sozialen kirchlichen Einrichtungen, 1949 Landfrauenreferentin beim Katholischen Deutschen Frauenbund in der Erzdiözese Freiburg. In dieser Funktion gründete sie 1954 das erste Dorfhelferinnenwerk und eine spezielle Schule zur Ausbildung der Dorfhelferinnen (Dorfhelferinnenschule). Schwander war das neunte von zehn Kindern des Landwirts Theodor Schwander, und dessen zweiter Frau Bertha Luise, in Säckingen (Landkreis Waldshut).

## Wirken
Der Dorfhelferinnenberuf entstand nach dem Zweiten Weltkrieg aufgrund der Notsituationen in den bäuerlichen Familien. Durch ihre Tätigkeit als Landfrauenreferentin erkannte Elisabeth Schwander den Strukturwandel in der Landwirtschaft und seine Auswirkungen auf die Familien. Aus der Motivation „Hilfe für Bäuerinnen im Krankheitsfall und die Schaffung einer Ausbildungsmöglichkeit für Mädchen vom Land“ heraus gründete sie 1954 die erste Dorfhelferinnenschule sowie das Dorfhelferinnenwerk in Sölden bei Freiburg im Breisgau. Schwander hatte die Einrichtung bis zur Pensionierung 1981 geleitet. Sölden war lange Zeit das größte Dorfhelferinnenwerk im deutschsprachigen Raum.
In der Folge wurden viele Dorfhelferinnenwerke und Ausbildungsstätten auch in anderen Bundesländern durch verschiedene Träger gegründet. Durch Ausbildungsverordnungen der Bundesländer wurde der Beruf „Dorfhelferin“ weiter etabliert. Von 1954 bis 2001 haben 1130 Frauen die Berufsausbildung zur Dorfhelferin in Sölden durchlaufen. Heute leisten sie allerdings nur noch 15 Prozent ihrer Einsätze in landwirtschaftlichen Betrieben. Das Dorfhelferinnenwerk Sölden ist (Stand 2003) mit 100 Stationen und über 300 Mitarbeiterinnen der größte Anbieter von Familienpflege im ländlichen Raum in Baden. Bis 2001 wurden die Helferinnen auch in Sölden ausgebildet, nach Schließung der dortigen Dorfhelferinnenschule kommt der Berufsnachwuchs inzwischen überwiegend von der Akademie für Landbau und Hauswirtschaft in Kupferzell (Hohenlohekreis/Nordwürttemberg) und von der Freiburger Familienpflegeschule (Quelle: Badische Zeitung vom 16. September 2014). Das Dorfhelferinnenwerk Sölden wurde zum 1. Januar 2023 umbenannt in Familienwerk Sölden – entsprechend dem gewandelten Stellenwert des Berufs, der sich teilweise von den Einsätzen in bäuerlichen-landwirtschaftlichen Betrieben löste.
Elisabeth Schwander hatte nach einer Ausbildung als Kindergärtnerin 1939 und 1940 zunächst ein (verkürztes) Studium zur Seelsorgehelferin absolviert. Dem entspricht heute das Fach Religionspädagogik – damals war dies für katholische Frauen, die Theologie studieren wollten, das einzige mögliche kirchliche Studium. Nach zweijähriger Tätigkeit im Katholischen Stadtpfarramt Emmendingen (1940–1942), wurde sie – wegen NS-regimekritischer Aktivitäten – drei Monate in einem Gestapo-Gefängnis in Freiburg inhaftiert und erhielt anschließend Landesverweis. Zwischen Juni 1943 und Kriegsende 1945 wurde sie als Helferin dienstverpflichtet an der Westfront – ehe sie in Freiburg ab September 1945 wieder in der Jugendarbeit tätig, und ab 1949 Landfrauenreferentin in der gesamten Diözese wurde.

## Auszeichnungen
- Päpstlicher Orden Pro Ecclesia et Pontifice (1971)
- Bundesverdienstkreuz am Bande (1977)
- Verdienstmedaille des Landes Baden-Württemberg (1982)
- Staufermedaille des Landes Baden-Württemberg
- Vorschlag zur Namensgebung der Hauswirtschaftlichen Schule Bad Säckingen in Elisabeth-Schwander-Schule, ohne Entscheidung[6]
- Neue Straße in Bad Säckingen wird nach Elisabeth Schwander benannt (2020)[7]

## Werke
- Die Geschichte des Dorfhelferinnenberufes Dorfhelferinnenwerk Sölden, 1987.[8]
- Blätter zur Berufskunde: Dorfhelfer/Dorfhelferin Bertelsmann, Bundesanstalt für Arbeit, 1999.[9]